# Francine Zouga
Francine Estelle Zouga Edoa (Yaundé, 9 de noviembre de 1987) es una futbolista camerunesa que juega como centrocampista en el Montpellier francés. 

## Trayectoria
En Camerún jugó en 2006 en el Louves Minprof y entre 2007-2012 en el Lorema Yaoundé. En 2009 debuó con la selección camerunense. 
Tras jugar los Juegos Olímpicos 2012 con Camerún, en 2013 fichó por el SSVSM Almaty, con el que debutó en la Liga de Campeones. Al año siguiente dio el salto a la liga francesa, en el Montpellier.